# Kasuga (Schiff, 1904)
Die Kasuga (japanisch 春日 ‚Frühlingssonne‘) war ein Panzerkreuzer der gleichnamigen Klasse (Giuseppe-Garibaldi-Klasse) der Kaiserlich Japanischen Marine, der von 1904 bis 1942 in Dienst stand.

## Geschichte
Die Kasuga, benannt nach dem Kasuga-Schrein in der Präfektur Nara, war das vorletzte Schiff der zehn von Italien gebauten Panzerkreuzer der Giuseppe-Garibaldi-Klasse. Die Kiellegung fand am 10. März 1902 unter dem vorläufigen Namen San Mitra statt. Am 22. Oktober 1902 lief es vom Stapel und wurde im folgenden Jahr an Argentinien verkauft, wo es in Bernardino Rivadavia umbenannt werden sollte, nachdem Chile bei einer britischen Werft zwei Schlachtschiffe zweiter Klasse in Auftrag gegeben hatte. Doch noch bevor das Schiff nach Argentinien ausgeliefert wurde, nahmen die Spannungen zwischen Argentinien und Chile wieder ab, und eine Kombination aus finanziellen Problemen und britischem Druck zwang Argentinien, sich von dem Schiff zu trennen. Die argentinische Regierung versuchte, den Panzerkreuzer an Russland zu verkaufen, doch die Verhandlungen scheiterten an den Preisforderungen der Argentinier. Aufgrund der zunehmenden Spannungen mit Russland schritt die japanische Regierung schnell ein und kaufte das Schiff am 30. Dezember 1903. Das Schiff wurde formell an Japan übergeben und am 7. Januar in Dienst gestellt.

### Russisch Japanischer Krieg
Die Kasuga erreichte Yokosuka am 16. Februar, gerade als Japan mit seinem Überraschungsangriff auf Port Arthur den Krieg gegen Russland einleitete. Mit einer japanischen Besatzung ausgestattet wurde sie ab 11. April zur Verstärkung der Schlachtschiffe der 1. Division der 1. Flotte unter dem Oberbefehl von Admiral Tōgō Heihachirō eingesetzt. Um die russischen Schiffe in Port Arthur zu blockieren, ließ Togo am 12. April ein Minenfeld an der Hafenmündung anlegen, und die Kasuga erhielt den Auftrag, „als Machtdemonstration“ Präsenz zu zeigen. Tōgō konnte erfolgreich einen Teil des russischen Pazifikgeschwaders aus dem Hafen herauslocken, darunter das Flaggschiff von Vizeadmiral Stepan Makarow, das Schlachtschiff Petropawlowsk. Als Makarov die japanischen Schiffe entdeckte, kehrte er nach Port Arthur zurück, und sein Flaggschiff lief in das Minenfeld, das die Japaner gerade gelegt hatten. Das Schiff sank in weniger als zwei Minuten, nachdem eines seiner Magazine explodiert war, Unter den 677 zu beklagenen Toten befand sich auch Makarov. Zusätzlich zu diesem Verlust wurde das Schlachtschiff Pobeda durch eine Mine beschädigt.
Durch seinen Erfolg ermutigt, nahm Tōgō die Bombardierung über große Entfernungen wieder auf und nutzte die große Reichweite der Kanonen der Kasuga, um Port Arthur am 15. April von der Pigeon Bay an der Südwestseite der Liaodong-Halbinsel aus einer Entfernung von 9,5 Kilometern zu bombardieren. Anfang Mai feuerte die Kasuga auf Entfernungen von bis zu 18 Kilometern, was sich jedoch als wirkungslos erwies.
Am 15. Mai kollidierte die Kasuga vor Port Arthur im Nebel mit dem geschützten Kreuzer Yoshino, der kenterte und unter dem Verlust von 318 Mann sank. Da ein Drittel der japanischen Schlachtschiffe verloren war, beschloss Tōgō, die Kasuga zusammen mit seinen vier verbliebenen Schlachtschiffen in Kiellinie einzusetzen. Zu einem ersten Aufeinandertreffen wäre es beinahe am 23. Juni gekommen, als das Pazifikgeschwader zu einem Ausfall ansetzte, um Wladiwostok zu erreichen, aber der neue Geschwaderkommandeur, Konteradmiral Wilgelm Withöft, befahl dem Geschwader, nach Port Arthur zurückzukehren, als es kurz vor Sonnenuntergang auf die japanischen Schiffe traf, da er seine zahlenmäßig überlegenen Gegner nicht Nachts angreifen wollte. Auch einen Monat später am 27. Juli scheiterte ein weiterer Ausfallsversuch bei dem eine russische Streitmacht, bestehend aus einem Schlachtschiff und mehreren Kreuzern und Kanonenbooten, durch die Japaner zur Rückkehr in den Hafen gezwungen wurden.
Am 10. August nahm die Kasuga  an der Seeschlacht im Gelben Meer teil. Da sie sich in der Nachhut befand erlitt sie unter dem Kommando von Suzuki Kantarō, dem späteren Premierminister von Japan keine schwereren Beschädigungen. Sie wurde lediglich dreimal getroffen und elf Besatzungsmitglieder wurden verwundet. Nach der Schlacht kehrte sie zur Pigeon Bay zurück, wo sie russische Befestigungen angriff.
In der Seeschlacht von Tsushima am 27. Mai 1905 eröffnete die Kasuga um etwa 14:10 Uh das Feuer auf dieOsljabja, die dabei ihren Großmast und ihren mittleren Schornstein verlor. Die übrigen russischen Schiffe waren am nächsten Morgen von den Japanern in der Nähe der Liancourt-Felsen geortet worden, wo Admiral Tōgō sie gegen 10:00 Uhr erreichte. Um die Verluste so gering wie möglich zu halten, ließ er das Feuer auf das veraltete Schlachtschiff Imperator Nikolai I. aus einer Entfernung von 9.100 Metern eröffnen. Das Schiff traf mit seiner dritten Salve den Schornstein des Schiffes und die Russen ergaben sich kurz darauf. Kurz nach der Schlacht wurde die Kasuga der 3. Flotte für die Invasion und Besetzung von Sachalin im Juli zugeteilt. Am 2. September 1911 eskortierte das Schiff das ehemalige russische Versorgungsschiff Anegawa nach Wladiwostok, um es an die Russen zurückzugeben. Anfang 1914 wurde das Schiff einer Generalüberholung unterzogen, bei der seine Kessel durch zwölf Kampon-Typ-1-Wasserrohrkessel ersetzt wurden.

### Erster Weltkrieg
Die Kasuga diente vom 13. Dezember 1915 bis zum 13. Mai 1916 und vom 12. September 1916 bis zum 13. April 1917 als Flaggschiff des 3. Zerstörergeschwaders. Nach dem Einfall des deutschen Hilfskreuzers Wolf in den Indischen Ozean im März 1917 bat die britische Admiralität die japanische Regierung um Verstärkung ihrer dort und in australischen Gewässern bereits vorhandenen Schiffe. Das Schiff wurde nach Singapur geschickt und überwachte im April und Mai den alliierten Schiffsverkehr zwischen Colombo, Ceylon und Australien. Am 11. Januar 1918 lief die Kasuga in der Bangka-Straße in Niederländisch-Ostindien auf eine Sandbank auf und saß dort bis zu ihrer Bergung im Juni fest.

### Zwischenkriegszeit und Zweiter Weltkrieg
Am 3. Juli 1920 traf die Kasuga anlässlich der Hundertjahrfeier des Bundesstaates Maine in Portland ein und machte anschließend Hafenbesuche in New York City und Annapolis. Im August 1920 besuchte die Kasuga nach der Durchfahrt durch den Panamakanal vom 22. bis 25. August 1920 die Stadt Cristobal, wo ein offizieller Empfang für die Besatzung stattfand, bevor sie nach San Francisco weiterfuhr.
Im Jahr 1922 wurde das Schiff im Rahmen der japanischen Sibirien-Intervention für den Transport japanischer Soldaten und Versorgungsgüter nach Sibirien eingesetzt. Während dieser Zeit stand die Kasuga unter dem Kommando von Yonai Mitsumasa, einem weiteren späteren japanischen Premierminister. Am 15. Juni 1926 half das Schiff bei der Rettung der Besatzung des Frachters City of Naples, der vor der japanischen Küste auf einen Felsen aufgelaufen war und auseinanderbrach. Zwei ihrer Besatzungsmitglieder wurden später von König Georg V. mit Silbermedaillen für ihre Tapferkeit bei der Rettung ausgezeichnet.
Von 1927 bis 1942 wurde die Kasuga als Ausbildungsschiff für Nautiker und Ingenieure eingesetzt. Am 27. Juli 1928 rettete sie die Besatzung des  Luftschiffs N3, das während eines Flottenmanövers bei schwerem Wetter explodiert war. Im Januar und Februar 1934 brachte die Kasuga 40 Wissenschaftler nach Truk, um am 14. Februar eine totale Sonnenfinsternis zu beobachten. Im Juli 1942 wurde sie abgerüstet und für den Rest des Pazifikkriegs als schwimmende Kaserne genutzt. Am 18. Juli 1945 kenterte sie an ihrem Liegeplatz in Yokosuka während eines Luftangriffs durch Flugzeuge der US Navy. Das Wrack wurde im August 1948 geborgen ausgemustert und von der Uraga Dock Company abgewrackt.

## Technik

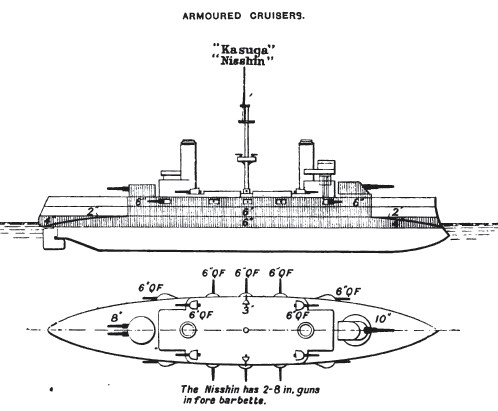
Rechter Aufriss und Deckplan der Kreuzer der Kasuga-Klasse

Die Kasuga hatte eine Gesamtlänge von 111,73 m, eine Breite von 18,71 m, einen Tiefgang von 7,31 m und eine Verdrängung von 7.700  Tonnen. Angetrieben wurde das Schiff von zwei Dreifach-Expansions-Dampfmaschinen, die jeweils eine Welle drehten, wobei der Dampf von acht kohlebefeuerten Scotch-Marinekesseln geliefert wurde. Ausgelegt für eine maximale Leistung von 13.500 PS (10.100 kW) und eine Geschwindigkeit von 20 Knoten (37 km/h), konnte die Kasuga bei der Probefahrt am 20. September 1903 trotz einer Leistung von 14.944 PS (11.144 kW) diese mit 20,05 Knoten (37,13 km/h) nur geringfügig übertreffen. Die Kasuga konnte maximal 1316 t. Kohle mitführen, was ihr bei 10 Knoten (19 km/h) eine Reichweite von 5.500 Seemeilen (10.200 km) ermöglichte. Die Besatzung bestand aus 560 Offizieren und Mannschaft.

### Bewaffnung
Die Hauptbewaffnung bestand aus einem 25-cm-Geschütz in einem Einzelturm im Bug und zwei 20,3-cm-Geschützen in einem Doppelgeschützturm im Heck. Die Sekundärbewaffnung bestand aus 14 15-cm-Schnellfeuerkanonen, davon waren zehn in Kasematten mittschiffs auf dem Hauptdeck untergebracht; die übrigen vier Kanonen waren auf dem Oberdeck montiert. Die Kasuga verfügte außerdem über zehn 8-cm-Schnellfeuergeschütze und sechs 5-cm-Schnellfeuergeschütze zur Abwehr von Torpedobooten. Außerdem war sie mit vier 45,7-cm-Torpedorohren ausgestattet, die im Rumpf eingelassenen waren. 1924 wurden zwei ihrer 8-cm-Geschütze ebenso wie alle ihre 5-cm-Geschütze entfernt und eine einzelne 8-cm-Flugabwehrkanone hinzugefügt. Bis August 1933 wurden dann alle zehn 15-cm-Kanonen zu Gunsten von vier weiteren 7-cm-Geschützen aus den Kasematten entfernt.

### Panzerung
Der Panzergürtel des Schiffes hatte mittschiffs eine maximale Stärke von 150 mm und verjüngte sich zu den Enden des Schiffes hin auf 70 mm. Zwischen den Barbetten der Hauptbewaffnung bedeckte er die gesamte Seite des Schiffes bis zur Höhe des Oberdecks. Die Enden der mittleren gepanzerten Zitadelle wurden von 120 mm dicken Querschotten umschlossen. Die vordere Barbette, der Kommandoturm und die Geschütztürme waren ebenfalls durch eine 150-Millimeter-Panzerung geschützt, während die hintere Barbette nur 100 Millimeter Panzerung aufwies. Die Deckspanzerung reichte von 20 bis 40 mm und die 15-cm-Kanonen auf dem Oberdeck waren mit Geschützschilden versehen.